# All-America Football Conference
L'All-America Football Conference (AAFC) était une ligue professionnelle de football américain concurrente de la National Football League (NFL) de 1946 à 1949. L'AAFC, qui fut l'un des plus redoutables adversaires de la NFL, attirant de nombreux joueurs parmi les meilleurs du pays. Enfin, la ligue a introduit de nombreuses innovations durables dans le jeu. Cependant, elle n'a finalement pas pu se maintenir que quelques saisons face à la NFL. Toutefois, trois de ses équipes ont été admises en NFL : les 49ers de San Francisco, les Browns de Cleveland et les premiers Colts de Baltimore (à ne pas confondre avec la future équipe des Colts de Baltimore, aujourd'hui les Colts d'Indianapolis).
L'AAFC était la deuxième ligue de football professionnel américain (la première étant la troisième American Football League (en) de 1940-1941) à avoir ses équipes jouant dans un format de tournoi toutes rondes en saison régulière : chaque équipe avait un match à domicile et un match à l'extérieur avec chacune des autres équipes de l'AAFC.
Les Browns de Cleveland ont été le club le plus performant, remportant chaque championnat annuel au cours des quatre années d'existence de la ligue.

## Fondation

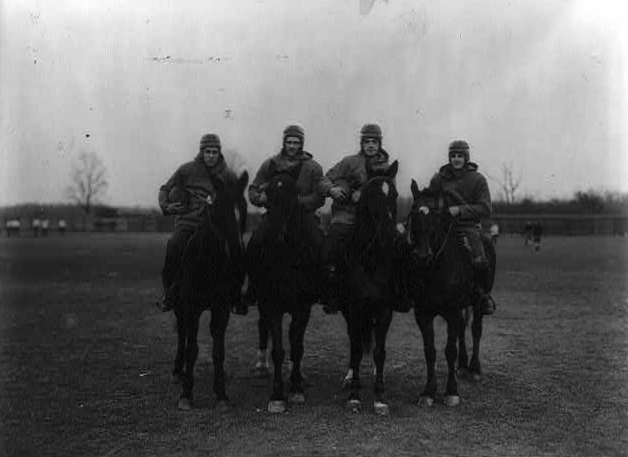
Les « », Jim Crowley (commissaire AAFC), Elmer Layden (commissaire NFL), Don Miller, et Harry Stuhldreher.

L'AAFC est fondée par Arch Ward (en), rédacteur sportif du Chicago Tribune, le 4 juin 1944. Ward est également à l'origine de la création du All-Star Game de baseball et du Chicago College All-Star Game (en) de football américain.
Il rassemble un certain nombre de riches amateurs de football américain professionnel, dont certains avaient déjà tenté d'acheter des franchises de la NFL. Ward a auparavant encouragé la NFL à se développer, mais il espérait maintenant mettre en place une deuxième ligue permanente et un match de championnat avec la NFL, similaire aux World Series de baseball.
Le 21 novembre 1944, l'AAFC choisit Jim Crowley (en), l'un des « quatre cavaliers de Notre Dame (en) », comme commissaire. Ironiquement, le commissaire de la NFL à cette époque est Elmer Layden (en), un autre membre du légendaire backfield de Knute Rockne, du Fighting Irish, à l'université de Notre Dame en 1924.
Au cours des mois suivants, les plans de l'AAC se sont concrétisés. La ligue a d'abord accordé des franchises pour Buffalo, Chicago, Cleveland, Los Angeles, New York et San Francisco. Brooklyn et Miami ont ensuite été ajoutés. Un groupe représentant Baltimore a été envisagé pour l'admission, mais n'a pas pu obtenir l'utilisation du stade de Baltimore. La ligue prévoyait de commencer à jouer en 1945, mais reporta son ouverture d'un an en raison de la poursuite de la Seconde Guerre mondiale.
Alors que les huit franchises construisent leurs équipes, aucune décision n'est plus importante que le choix de Paul Brown comme entraîneur principal de Cleveland. Brown avait remporté six championnats de l'État de l'Ohio en neuf ans au lycée de Massillon et le championnat national de 1942 à Ohio State, et avait également été entraîneur avec succès à la Naval Station Great Lakes. En tant qu'entraîneur de la nouvelle franchise de Cleveland, Brown allait devenir l'un des plus grands innovateurs du football américain et faire plus tard nommer l'équipe en son honneur.

## Réaction de la NFL

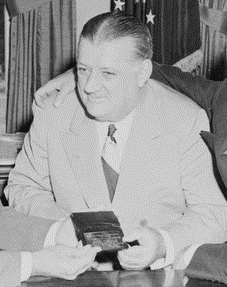
Bert Bell, commissaire de la NFL de 1946 à 1959.

Comme on peut s'y attendre, la NFL n'accueille pas bien son nouveau rival. En 1945, Layden fait remarquer que l'AAFC, encore à un an de son premier match, « devrait d'abord obtenir une balle, puis établir un programme, et ensuite jouer un match ». Cette insulte, souvent paraphrasée par « Dites-leur d'obtenir une balle d'abord », restera longtemps dans les mémoires.
Le propriétaire des Redskins de Washington, George Preston Marshall, est peut-être le plus dur à cuire de la NFL en ce qui concerne l'AAFC. En 1945, il déclare : « Je n'avais pas réalisé qu'il existait une autre ligue, bien que j'aie reçu de la documentation sur un projet de la WPA ». Plus tard, il ajoute : « La pire équipe de notre ligue pourrait battre la meilleure équipe de la leur ». Après que l'AAFC ait mis une équipe à Baltimore, l'opposition de Marshall à cette dernière serait un obstacle majeur à la paix entre les ligues.
Le successeur de Layden, Bert Bell, poursuit une politique de non-reconnaissance officielle, répondant généralement « sans commentaire » aux questions concernant l'autre ligue. En 1947, Pro Football Illustrated présente les deux ligues en avant-première dans sa publication annuelle et est interdit dans les stades de la NFL.

## Contexte
L'AAFC représente un formidable défi. Dans la plupart des guerres sportives interligues, la ligue établie dispose d'avantages majeurs par rapport au challenger en termes de prestige, de finances, de taille et de sensibilisation du public. La guerre NFL-AAFC diffère à plusieurs égards.
La NFL sort tout juste de son repli sur elle-même en temps de guerre. Les Rams de Cleveland ont suspendu leurs activités pour 1943, et à trois reprises des équipes fusionnent pendant une saison, les Steelers de Pittsburgh et les Eagles de Philadelphie en 1943 sous le nom de Steagles, les Cardinals de Chicago et encore les Steelers en 1944, appelés Card-Pitt, et les Yanks de Boston et les Tigers de Brooklyn en 1945.
Pendant ce temps, l'AAFC a des avantages dont ne bénéficient pas beaucoup de challengers :
- Elle est fondée par un personnage clé d'un grand journal, et bénéficie donc d'une grande attention dans la presse[o 1].

- Les propriétaires de l'AAFC (surnommés « les klatchs de café des millionnaires » - the millionaires' coffee klatch)[o 12] sont plus riches que leurs homologues de la NFL[o 13]. Parmi eux figurent Arthur B. « Mickey » McBride (en) de Cleveland (magnat de l'immobilier et des taxis)[12], Tony Morabito (en) de San Francisco (bois d'œuvre)[o 14], John L. Keeshin de Chicago (camionnage)[o 15], et le groupe de propriétaires de champs de courses de Los Angeles, Benjamin Lindheimer[o 16], l'acteur Don Ameche[o 17] et Louis B. Mayer de MGM[o 13]. Les propriétaires de la NFL sont généralement des hommes dont les principaux atouts étaient leurs équipes.

- La paix produit un surplus de talents et une ouverture pour une nouvelle ligue, car de nombreux joueurs professionnels et universitaires (dont certains jouent dans des équipes militaires) retournent à la vie civile. De nombreux joueurs universitaires sont signables malgré une attente de longue date car leurs classes d'origine avaient obtenu leur diplôme[o 18]. L'AAFC prend sa part : ses effectifs de 1946 comprenaient 40 des 66 College All-Stars, deux récents vainqueurs du trophée Heisman (Frank Sinkwich et Angelo Bertelli), et plus de cent joueurs ayant une expérience de la NFL[o 19].

- Le transport aérien est désormais viable. Comme pour la Major League Baseball, toutes les équipes de la NFL jouent encore dans le Nord-Est et le Midwest, mais l'AAFC saisit l'occasion pour placer des équipes dans des villes ouvertes en Floride et en Californie[13].

Il reste cependant à voir s'il existe un marché pour ce type de football professionnel. Depuis sa stabilisation au début des années 1930, la NFL n'aligne jamais plus de dix équipes, et aucun concurrent ne résiste pendant plus de deux ans. En 1946, il y a 18 équipes, dont trois à Chicago, trois à New York et deux à Los Angeles.
Le baseball et le football américain universitaire sont nettement plus populaires. Le président de longue date de la NFL, Joseph Carr (en), déclare : « Aucun propriétaire n'a gagné d'argent avec le football professionnel, mais beaucoup ont fait faillite en pensant qu'ils le pouvaient ». À une époque où les World Series sont depuis longtemps une institution nationale et où le Rose Bowl attire des foules de 90 000 personnes, le match pour le titre de la NFL attire généralement environ 35 000 fans. La plupart des équipes professionnelles partagent des stades (et parfois des noms) avec l'équipe de baseball locale, et les deux ligues ont jugé bon de choisir des légendes du football universitaire comme commissaires.
On a même l'impression que les universitaires peuvent battre les pros. En 1946, le célèbre match nul Army Cadets - Fighting Irish a lieu au Yankee Stadium. À la fin de la saison, Arch Ward (en) (le fondateur de l'AAFC) estime que les deux équipes sont supérieures à l'un ou l'autre des champions professionnels.
C'est dans ce contexte que l'AAFC se prépare à concurrencer la NFL.

### Manœuvres et intrigues
Dan Topping (en), propriétaire des Tigers de Brooklyn (en) de la NFL, souhaite déplacer son équipe d'Ebbets Field au Yankee Stadium, beaucoup plus grand. Le propriétaire des Giants de New York, Tim Mara (en), utilise ses droits territoriaux pour bloquer le déménagement. Il a une bonne raison : les Yankees ont déplacé les Giants, en tant que première équipe de baseball de New York, après avoir emménagé dans la maison que Ruth avait construite, trois ligues de football rivales y ont implanté des équipes espérant reproduire cet exploit, et Topping (de Anaconda Copper) est nettement plus riche que Mara.
Topping réagit en rachetant les Yankees et en transférant son club à l'AAFC. La plupart de ses joueurs ont suivi. Renommé Yankees de New York, l'équipe est récompensés par 100 000 dollars de chacune des sept autres équipes de l'AAFC, tandis que l'investisseur initial de l'AAFC à New York s'est retiré. À noter que les Dodgers de Brooklyn de l'AAFC sont une entité distincte jamais associée à l'équipe de Topping.
Peu après la défection de Topping, les propriétaires de la NFL licencient le commissaire Layden, le remplaçant par le copropriétaire des Steelers de Pittsburgh, Bert Bell, qui a déjà apporté une contribution majeure à la ligue : la draft de la NFL, commencé en 1935, était son idée.
Pendant ce temps, les Rams de Cleveland de Dan Reeves perdent constamment de l'argent, malgré le fait qu'ils remportent le titre de la NFL en 1945. Pour aggraver ses problèmes, la compétition locale de l'AAFC semble déjà très forte : Arthur McBride fait un marketing agressif des Browns, et l'entraîneur Paul Brown est une icône de l'Ohio. En conséquence, Reeves propose de déplacer les Rams à Los Angeles.
Avec deux équipes prévues pour la Californie, l'AAFC a des aspirations nationales. La NFL est plus modeste : elle rejette la proposition de Reeves en raison des frais de déplacement. Après le refus de la NFL de considérer son second choix (Dallas), Reeves menace de déplacer son équipe à l'AAFC. Ayant déjà perdu Topping, la NFL reconsidère sa décision et approuve le transfert à Los Angeles,.
Plutôt que d'organiser une draft universitaire, Crowley encourage ses propriétaires à signer autant de bons joueurs que possible pour concurrencer la NFL. Toutefois, ce marché libre favorise Paul Brown, qui a construit le plus vaste réseau de recrutement de tout le football américain. Il a ainsi une longueur d'avance dans la signature de joueurs de haut niveau issus des collèges et de l'armée. Des années plus tard, Crowley reconnaît qu'il s'agissait d'une erreur fatale, car elle a semé les graines de la domination quasi-totale des Browns dans la ligue.

## Les saisons de la ligue
Pour l'année 1946, l'AAFC commence à jouer avec huit équipes qui disputent un nombre record de 14 matchs (un tournoi toutes rondes). Les dix équipes de la NFL disputent onze matchs, ce qui est la norme depuis 1937.
Agissant de nouveau avec ambition, l'AAFC choisit des stades plus grands que ceux de la NFL à Chicago, New York et Cleveland.

### Saison 1946

#### Équipes
| Division Est        | Division Est       | Division Ouest         | Division Ouest                |
| Équipe              | Stade              | Équipe                 | Stade                         |
| ------------------- | ------------------ | ---------------------- | ----------------------------- |
| Yankees de New York | Yankee Stadium     | Browns de Cleveland    | Municipal Stadium             |
| Dodgers de Brooklyn | Ebbets Field       | Rockets de Chicago     | Soldier Field                 |
| Bisons de Buffalo   | Civic Stadium (en) | Dons de Los Angeles    | Los Angeles Memorial Coliseum |
| Seahawks de Miami   | Burdine Stadium    | 49ers de San Francisco | Kezar Stadium                 |

La jeune AAFC dispute un total de sept matchs de pré-saison en 1946, répartis sur une période de trois semaines. Le premier match d'exhibition a lieu le 18 août à Portland, dans l'état d'Oregon, où les Dodgers de Brooklyn et les Rockets de Chicago s'affrontent et terminent sur un score de 14-14. Brooklyn est en tête de la ligue avec trois matchs de pré-saison ; d'autres clubs, comme Miami, Buffalo et Cleveland, ne disputent qu'un seul match d'exhibition.

#### Saison

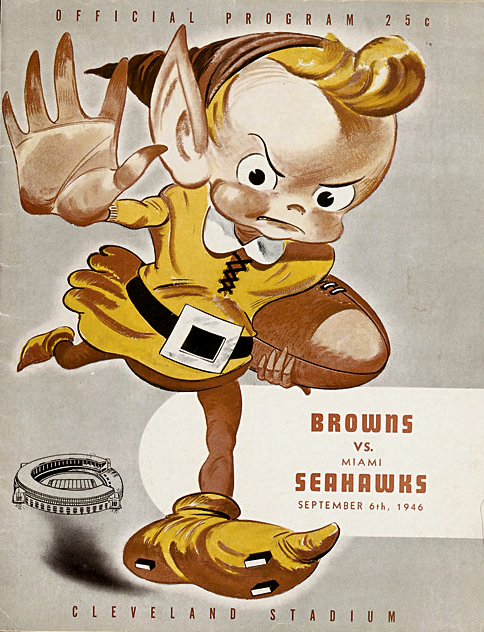
Le programme officiel du premier match des Browns de Cleveland, joué en septembre 1946 contre les Seahawks de Miami.

Lors du premier match officiel de l'histoire de l'AAFC, le 6 septembre 1946, les Browns de Cleveland accueillent les Seahawks de Miami, et s'imposent 44-0 devant une foule record de plus de 60 000 personnes. Ce match historique va s'avérer être un microcosme de beaucoup de choses sur la ligue :
- En grande partie grâce aux innovations de Paul Brown en matière d'organisation et d'entraînement, les Browns sont sur le point d'établir une nouvelle norme d'excellence en matière de football américain professionnel[o 32].

- Les autres équipes vont avoir de gros problèmes, mais les Seahawks deviennent le plus grand fiasco de l'AAFC[13]. Deux de leurs matchs à domicile sont reportés à cause d'ouragans[o 33], ils attirent des foules peu nombreuses à l'extérieur[24] pour finir derniers avec un bilan de 3-11[25]. Ces facteurs font perdre aux Seahawks 350 000 dollars pour l'année[o 34], et l'AAFC met fin à la franchise après la saison[3].

- La foule est le premier des nombreux grands défis que les équipes les plus populaires de l'AAFC (Cleveland, San Francisco, Los Angeles et New York) vont relever, surpassant la NFL[o 35].

- Le score, cependant, est le premier signe du plus grand problème de l'AAFC. La ligue présente un écart important entre ses meilleures et ses pires équipes, et son classement est remarquablement constant d'une année sur l'autre[26].

- Enfin, ce match marque la fin de la « ligne de couleur » du football américain professionnel[27].  Marion Motley et Bill Willis (en), tous deux futurs membres du Pro Football Hall of Fame, des Browns, deviennent les premiers joueurs afro-américains à jouer au football américain professionnel depuis 1933, les Rams de la NFL, qui signent Kenny Washington de l'UCLA et le futur acteur Woody Strode, suivent quelques semaines plus tard[27]. C'est notamment avant les débuts de Jackie Robinson avec les Dodgers de Brooklyn, car Robinson joue alors pour les Royaux de Montréal, la meilleure farm team des Dodgers[27]. Dans les années qui suivirent, l'AAFC va exploiter ce réservoir de talents plus que la NFL, avec vingt joueurs contre sept pour la NFL en 1949[o 36].

En dehors de New York, toutes les équipes de qualité se trouvaient dans la Division Ouest. Cleveland mène avec un bilan de 12-2, trois matches devant San Francisco, suivi de Los Angeles et Chicago.  Dans l'Est, New York est la seule équipe à avoir remporté plus de trois matchs, terminant avec un bilan de 10-3-1. Brooklyn et Buffalo ont sept matchs de retard, suivis par Miami. Malgré le bilan de Brooklyn, son tailback Glenn Dobbs (en) est premier de la ligue en passes et est nommé MVP.
Le match pour le titre est serré, les Browns revenant au score à la fin du quatrième quart-temps pour battre les Yankees 14-9.
Malgré le fiasco de Miami, l'AAFC connaît des débuts réussis, établissant un haut niveau de jeu. La NFL atteint elle aussi des records d'affluence, tant pour la saison que pour le match pour le titre. Cependant, alors que les salaires grimpent en flèche, deux ligues se disputant les joueurs, les seules équipes à faire des bénéfices sont les deux champions, les Browns et les Bears de Chicago de la NFL.

#### Classements de la saison 1946
|   | Équipe              | G  | P  | N | %    | PP  | PC  |
| - | ------------------- | -- | -- | - | ---- | --- | --- |
| 1 | Yankees de New York | 10 | 3  | 1 | .769 | 270 | 192 |
| 2 | Bisons de Buffalo   | 3  | 10 | 1 | .231 | 249 | 370 |
| 3 | Dodgers de Brooklyn | 3  | 10 | 1 | .231 | 226 | 339 |
| 4 | Seahawks de Miami   | 3  | 11 | 0 | .214 | 167 | 378 |

|   | Équipe                 | G  | P | N | %    | PP  | PC  |
| - | ---------------------- | -- | - | - | ---- | --- | --- |
| 1 | Browns de Cleveland    | 12 | 2 | 0 | .857 | 423 | 137 |
| 2 | 49ers de San Francisco | 9  | 5 | 0 | .643 | 307 | 189 |
| 3 | Dons de Los Angeles    | 7  | 5 | 2 | .583 | 305 | 290 |
| 4 | Rockets de Chicago     | 5  | 6 | 3 | .455 | 263 | 315 |

### Saison 1947

#### Équipes
| Division Est        | Division Est       | Division Ouest         | Division Ouest                |
| Équipe              | Stade              | Équipe                 | Stade                         |
| ------------------- | ------------------ | ---------------------- | ----------------------------- |
| Yankees de New York | Yankee Stadium     | Browns de Cleveland    | Municipal Stadium             |
| Dodgers de Brooklyn | Ebbets Field       | Rockets de Chicago     | Soldier Field                 |
| Bills de Buffalo    | Civic Stadium (en) | Dons de Los Angeles    | Los Angeles Memorial Coliseum |
| Colts de Baltimore  | Stade Municipal    | 49ers de San Francisco | Kezar Stadium                 |

#### Saison

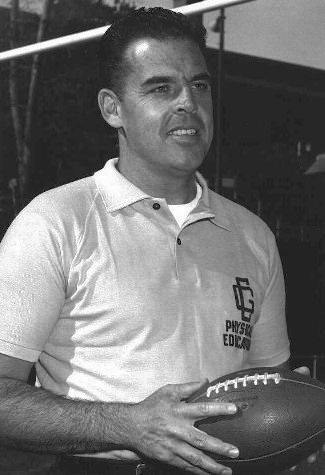
Otto Graham, quarterback des Browns de Cleveland de 1946 à 1955 (ici en 1959, alors qu'il était entraîneur de football à l'Académie des gardes-côtes américains)

Les Rockets de Chicago ont connu une certaine désorganisation en 1946 et le commissaire Crowley (un ancien entraîneur universitaire) renonce à un contrat de cinq ans pour devenir leur copropriétaire et entraîneur. L'amiral Jonas H. Ingram est nommé pour le remplacer en tant que commissaire.
Pour remplacer les Seahawks de Miami, le groupe de Baltimore, refusé en 1945, obtient une franchise. Les nouveaux Colts de Baltimore jouent dans le Stade Municipal. Entre-temps, les Bisons de Buffalo (en) sont rebaptisés Bills et la NFL ajoute un 12e match à son calendrier.
Quelques invités de marque assistent au match d'ouverture des Browns de Cleveland : tout le personnel d'entraînement des Bears de Chicago, champions de la NFL en 1946. Les 49ers de San Francisco obtiennent les droits des gagnants du trophée Heisman de l'Army, Felix Blanchard (en) (« Mr. Inside ») et Glenn Davis (« Mr. Outside »), et, au milieu d'une grande publicité, tentent en vain d'obtenir des militaires qu'ils leur permettent de jouer pendant leurs congés de fin d'études. Parmi les autres faits marquants, un match Yankees de New York - Dons de Los Angeles au Los Angeles Coliseum établit un record de plus de 82 000 personnes, et les leaders de la division, New York et Cleveland, s'affrontent le 23 novembre lors du match le plus célèbre de l'histoire de l'AAFC. Devant plus de 70 000 fans au Yankee Stadium, les Browns se reprennent après un déficit de 28-0 pour égaliser 28-28.
New York remporte la division Est avec un bilan de 11-2-1, devant Buffalo, avec Brooklyn et Baltimore loin derrière. Cleveland, emmené par le quarterback Otto Graham, remporte la division Ouest avec un bilan de 12-1-1, devant San Francisco. Los Angeles suit, et Chicago termine dernier avec un bilan de 1-13. L'ancien commissaire Crowley ne reviendra, ni comme entraîneur, ni comme propriétaire.
Le match pour le titre est une lutte défensive, les Browns battent à nouveau les Yankees, 14-3.
À ce moment-là, un schéma se dessine parmi les franchises. Les Browns, les Yankees, les 49ers, les Dons et les Bills ont tous un propriétaire stable et au moins une saison gagnante. Les Browns mènent de loin les deux ligues en termes de fréquentation, les Yankees et les Dons devancent leurs rivaux de la NFL sur le terrain et à l'entrée, et les 49ers et les Bills (malgré un petit stade) jouissent également d'une bonne fréquentation.
Cependant, les Dodgers, les Rockets et, dans une moindre mesure, les Colts ont de sérieux problèmes. Jouant près des Yankees et des Giants de la NFL, les Dodgers attirent moins de 12 000 fans par match, le moins dans les deux ligues. Les Rockets, avec en moyenne 21 000 personnes affrontent les Bears, fleuron de la NFL, et une équipe des Cardinals qui connait un grand succès. Après un début de saison décent en 1946, les Rockets s'effondrent sur le terrain et se retrouvent à jouer devant des dizaines de milliers de sièges vides dans l'immense Soldier Field. Les Colts de la première année se débrouillent assez bien, mais ils terminent derniers. Toutes ces équipes se trouvent en bas du classement et toutes sont vendues après la saison 1947, les Rockets pour la deuxième fois.

#### Classement de la saison 1947
|   | Équipe              | G  | P  | N | %    | PP  | PC  |
| - | ------------------- | -- | -- | - | ---- | --- | --- |
| 1 | Yankees de New York | 11 | 2  | 1 | .846 | 378 | 239 |
| 2 | Bills de Buffalo    | 8  | 4  | 2 | .667 | 320 | 288 |
| 3 | Dodgers de Brooklyn | 3  | 10 | 1 | .231 | 181 | 340 |
| 4 | Colts de Baltimore  | 2  | 11 | 1 | .154 | 167 | 377 |

|   | Équipe                 | G  | P  | N | %    | PP  | PC  |
| - | ---------------------- | -- | -- | - | ---- | --- | --- |
| 1 | Browns de Cleveland    | 12 | 1  | 1 | .923 | 410 | 185 |
| 2 | 49ers de San Francisco | 8  | 4  | 2 | .667 | 327 | 264 |
| 3 | Dons de Los Angeles    | 7  | 7  | 0 | .500 | 328 | 256 |
| 4 | Rockets de Chicago     | 1  | 13 | 0 | .071 | 263 | 425 |

### Saison 1948

#### Équipes
| Division Est        | Division Est       | Division Ouest         | Division Ouest                |
| Équipe              | Stade              | Équipe                 | Stade                         |
| ------------------- | ------------------ | ---------------------- | ----------------------------- |
| Yankees de New York | Yankee Stadium     | Browns de Cleveland    | Municipal Stadium             |
| Dodgers de Brooklyn | Ebbets Field       | Rockets de Chicago     | Soldier Field                 |
| Bills de Buffalo    | Civic Stadium (en) | Dons de Los Angeles    | Los Angeles Memorial Coliseum |
| Colts de Baltimore  | Stade Municipal    | 49ers de San Francisco | Kezar Stadium                 |

#### Saison
Bien que 1947 ait été une saison réussie pour l'AAFC à bien des égards, la ligue perd quand même de l'argent. En 1948, la fréquentation des deux ligues diminue et les négociations pour mettre fin à la guerre sont devenues sérieuses.

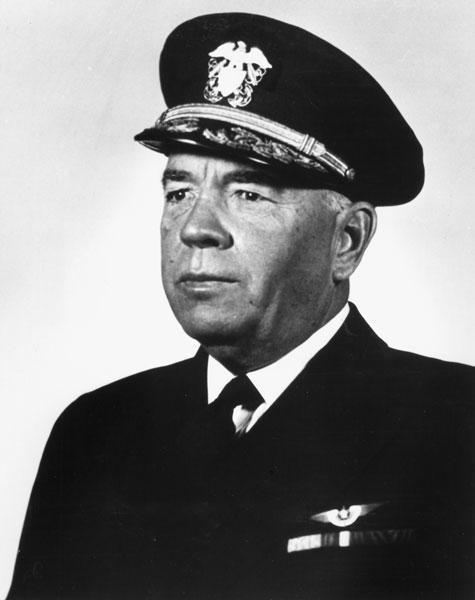
Jonas H. Ingram, commissaire de l'AAFC de 1947 à 1949.

L'un des facteurs affectant la fréquentation de l'AAFC est l'écart entre les meilleures et les pires équipes de la ligue. Pour y remédier, le commissaire Ingram tente de faire en sorte que les équipes les plus fortes distribuent certains joueurs aux plus faibles. Il obtient un succès modeste : les Browns envoient le quarterback rookie Y. A. Tittle aux Colts, qui connaissent leur première bonne saison, et les Yankees sont assez généreux pour tomber dans la médiocrité. Cependant, l'année 1948 est marquée par des extrêmes malgré les efforts d'Ingram.
Pour la première fois, les courses aux titres de division sont serrées. L'une est marquée par l'excellence, l'autre par la médiocrité.
Dans l'Ouest, San Francisco et Cleveland restent invaincus jusqu'à la fin de la saison,. Le 14 novembre, près de 83 000 personnes (un record) au Municipal Stadium de Cleveland voient les Browns (avec un bilan de 9-0 à ce moment) gagner une lutte défensive 14-7 contre les 49ers (bilan de10-0). Ils se retrouvent deux semaines plus tard à San Francisco, les Browns, avec douze victoires pour aucune défaite et les 49ers, onze victoires et une défaite. Cleveland remporte de nouveau une victoire serrée, cette fois 31-28, décrochant ainsi la première place.
Cette revanche met fin à une promotion de la semaine de Thanksgiving de l'AAFC : les Browns jouent trois matchs en huit jours. Branch Rickey, copropriétaire des Dodgers et célèbre joueur de baseball, suggère cette expérience et les Browns ont été choisis comme cobayes. Ils survivent et terminent une saison régulière sans précédent sur quatorze victoire pour aucune défaite. Les 49ers finissent à la deuxième place (et hors de la post-saison) avec un bilan de 12-2. Los Angeles suit avec, sept victoires pour autant de défaites et Chicago termine de nouveau dernier avec le même bilan que la saison précédente, une seule victoire en quatorze rencontres. Les quarterbacks des deux équipes de tête, Otto Graham de Cleveland et Frankie Albert (en) de San Francisco, se partagent le titre de meilleur joueur de la saison.
Dans l'Est, Buffalo et Baltimore remettent tous deux un bilan de 7-7, juste devant New York (6-8). Brooklyn est dernier à 2-12. Les Bills battent les Colts pour les titre de division et se qualifient pour les match du titre et le douteux privilège de rencontrer Cleveland.
Cleveland remporte le titre grâce à une déroute prévisible, 49-7. Avec la deuxième saison parfaite du football professionnel, après les Bulldogs de Los Angeles (en) de 1937 et une série de 18 victoires de rang ainsi que 29 matchs sans défaite, les Browns entrent dans l'histoire. Depuis lors, seule l'équipe des Dolphins de Miami de 1972 réussissent à remporter son championnat avec un palmarès sans faille. Le Pro Football Hall of Fame reconnaît que la série des Browns est la plus longue de l'histoire du football professionnel.
La NFL a également un problème de déséquilibre. De 1933 à 1946, presque tous les matchs pour le titre ont opposé les Giants de New York ou les Redskins de Washington à l'Est aux Bears de Chicago ou aux Packers de Green Bay de l'Ouest.
Mais à la fin des années 1940, de nouvelles puissances se sont levées dans la NFL, puisque les Cardinals de Chicago, les Eagles de Philadelphie et les Rams de Los Angeles remportent tous des titres, et que les Steelers de Pittsburgh atteignent les séries éliminatoires. Toutes ces équipes ont une longue histoire d'insignifiance et ont fusionné ou suspendu leurs activités pendant la guerre. En fait, les Cardinals restent sans victoire de la mi-1942 à la mi-1945, y compris durant la saison fusionnée avec les Steelers.
Ajoutant au drame, les courses aux titres de division sont souvent serrées. Des décennies avant Pete Rozelle, Bert Bell promeut la parité en faisant se rencontrer délibérément des équipes fortes en début de saison, les empêchant de prendre de l'avance au classement.
La guerre des ligues devient de plus en plus coûteuse en raison de l'augmentation des salaires et de la baisse de la fréquentation. Presque toutes les équipes des deux ligues perdent de l'argent - suffisamment pour qu'en décembre, la NFL reconnaisse officiellement l'AAFC, les pourparlers de paix ayant presque réussi à mettre fin à la guerre. Cependant, l'AAFC veut que quatre de ses équipes soient admises dans la NFL, alors que la NFL n'est prête à admettre que les Browns et les 49ers. Bien que la survie de ses équipes de Brooklyn et de Chicago soit désormais mise en doute, l'AAFC décide de poursuivre le combat.

#### Classement de la saison 1948
|   | Équipe              | G | P  | N | %    | PP  | PC  |
| - | ------------------- | - | -- | - | ---- | --- | --- |
| 1 | Bills de Buffalo    | 7 | 7  | 0 | .500 | 360 | 358 |
| 2 | Colts de Baltimore  | 7 | 7  | 0 | .500 | 333 | 327 |
| 3 | Yankees de New York | 6 | 8  | 0 | .429 | 265 | 301 |
| 4 | Dodgers de Brooklyn | 2 | 12 | 0 | .143 | 253 | 387 |

|   | Équipe                 | G  | P  | N | %     | PP  | PC  |
| - | ---------------------- | -- | -- | - | ----- | --- | --- |
| 1 | Browns de Cleveland    | 14 | 0  | 0 | 1.000 | 389 | 190 |
| 2 | 49ers de San Francisco | 12 | 2  | 0 | .857  | 495 | 248 |
| 3 | Dons de Los Angeles    | 7  | 7  | 0 | .500  | 258 | 305 |
| 4 | Rockets de Chicago     | 1  | 13 | 0 | .071  | 202 | 439 |

### Réalignement
Jonas H. Ingram démissionne et un autre amiral, Oliver O. Kessing (en), est nommé commissaire à sa place.
Alors que la guerre NFL-AAFC entre dans sa quatrième saison, des problèmes financiers obligent à une réorganisation dans les deux ligues. Les Dodgers, l'équipe la plus modeste de l'AAFC, fusionnent avec les Yankees, tandis que les Rockets (rebaptisés Hornets) poursuivent leur série de changements annuels de propriétaires.
Dans la NFL, les champions, les Eagles de Philadelphie, perdent de l'argent et sont vendus. En proie à une faible fréquentation de la ligue, les Yanks de Boston s'installent à New York dans un curieux mouvement. Leur propriétaire, Ted Collins (en), souhaite depuis longtemps obtenir une franchise pour le Yankee Stadium (d'où le nom de son équipe), et s'attend à ce que l'AAFC et ses Yankees disparaissent en 1949. Au lieu de cela, le Yankee Stadium et le nom des Yankees n'étant pas disponibles, les Yanks, rebaptisés Bulldogs, doivent partager le Polo Grounds avec les Giants dans des conditions défavorables et se mesurer à deux rivaux supérieurs.
L'AAFC n'ayant plus que sept équipes, elle se réorganise en une seule division, réduit son calendrier à douze matchs (toujours un tournoi toutes rondes) et change sa post-saison pour un système de playoffs Shaughnessy (en). En 1948, les 49ers restent à la maison malgré un bilan de 12-2 tandis que les Bills (7-7) jouent pour le titre. Cela ne se reproduira plus, puisque les quatre meilleures équipes se qualifient pour les séries éliminatoires. En outre, pour la première fois dans le football américain professionnel, l'avantage des éliminatoires à domicile est basé sur le nombre de victoires et de défaites plutôt que sur la rotation entre les divisions.

### Saison 1949

#### Équipes
| Équipe                 | Stade                         |
| ---------------------- | ----------------------------- |
| Bills de Buffalo       | Civic Stadium (en)            |
| Browns de Cleveland    | Municipal Stadium             |
| Colts de Baltimore     | Stade Municipal               |
| Dons de Los Angeles    | Los Angeles Memorial Coliseum |
| Hornets de Chicago     | Soldier Field                 |
| Yankees de New York    | Yankee Stadium                |
| 49ers de San Francisco | Kezar Stadium                 |

#### Saison

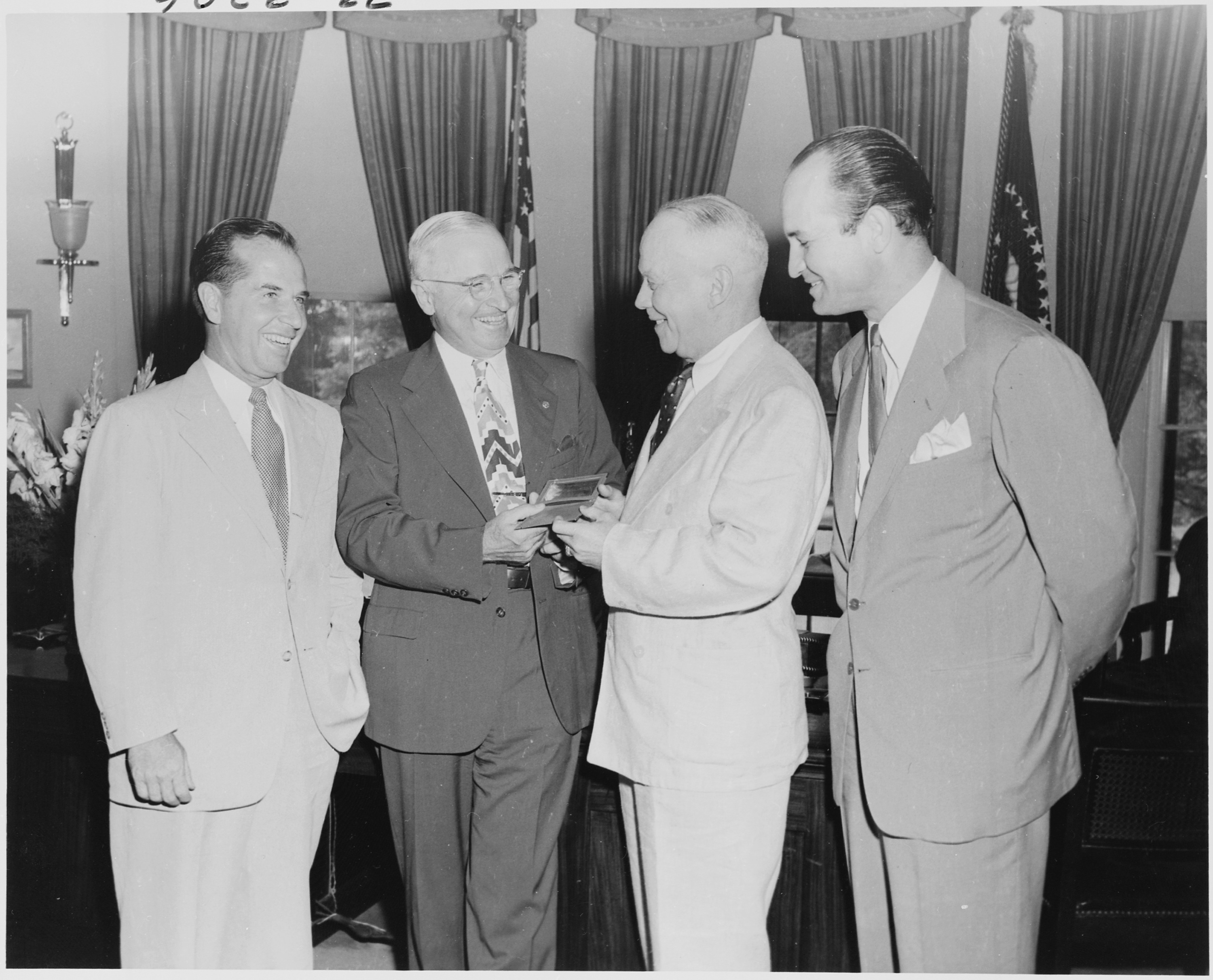
Le président Truman dans le bureau ovale, recevant un gold pass pour tous les matchs de la All-America Football Conference pendant la saison 1949 : (de gauche à droite) Robert Embry des Colts de Baltimore ; le président ; le commodore O. O. Kessing, commissaire de la All-America Football Conference ; et Walter Driskill, président et directeur général des Colts de Baltimore.

Depuis 1934, le Chicago College All-Star Game (en) oppose les champions en titre de la NFL à une équipe de jeunes diplômés universitaires. Ce match est un événement majeur, car les foules de la taille du Rose Bowl (plus de 105 000 en 1947) voient les meilleurs joueurs de football américain universitaire se mesurer aux pros. Tenu fin août au Soldier Field, le match est sponsorisé par le Chicago Tribune, dont le rédacteur sportif, Ward, a fondé l'AAFC.
Après l'expiration du contrat du match avec la NFL en 1948, Ward refuse de le renouveler. Il tente d'aider l'AAFC en faisant entrer son champion dans le prestigieux jeu. Cependant, la NFL réussit à convaincre le conseil d'administration du Tribune de passer outre Ward et de le forcer à signer à nouveau avec la NFL, infligeant à l'AAFC une défaite embarrassante.
L'encre rouge a continué à couler des deux côtés. Les Colts et les Hornets ne sont maintenus à flot que grâce aux subventions du propriétaire de Dons, Ben Lindheimer. Les Packers de Green Bay, qui appartiennent alors à un groupe civique local, doivent émettre de nouvelles actions pour rester solvables. Maintenant confrontés à deux rivaux de l'autre côté de la ville, les Bulldogs ont une fréquentation encore plus faible à New York qu'à Boston. Les Steelers de Pittsburgh et les Lions de Détroit ont également de sérieux problèmes financiers.
Sur le terrain, Cleveland montrent finalement une certaine vulnérabilité. Un match nul avec les Bills lors de la première journée met fin à leur série de victoires et le 9 octobre, les 49ers mettent fin à leur série d'invincibilité en les battant 56-28 pour se hisser à la première place,.
Mais les choses reprennent vite leur cours. Les Browns remportent la revanche avec les 49ers 30-28 ; et Cleveland (9-1-2) et San Francisco (9-3) terminent aux deux premières places pour la quatrième année consécutive. Les Yankees et les Bills sont les autres qualifiés pour les éliminatoires, suivis des Hornets et des Dons. Les Colts terminent loin derrière, avec un bilan de 1-11.
En play-offs, Cleveland bat Buffalo 31-21 et San Francisco bat New York 17-7. Les deux meilleures équipes de l'histoire de l'AAFC se rencontrent enfin avec le titre en jeu, les Browns remportant le titre final 21-7.
Les Browns possèdent désormais un bilan de 52-4-3 et quatre titres de l'AAFC.

#### Classement de la saison 1949
|   | Équipe                 | G | P  | N | %    | PP  | PC  |
| - | ---------------------- | - | -- | - | ---- | --- | --- |
| 1 | Browns de Cleveland    | 9 | 1  | 2 | .900 | 339 | 171 |
| 2 | 49ers de San Francisco | 9 | 3  | 0 | .750 | 416 | 227 |
| 3 | Yankees de New York    | 8 | 4  | 0 | .667 | 196 | 206 |
| 4 | Bills de Buffalo       | 5 | 5  | 2 | .500 | 236 | 256 |
| 5 | Dons de Los Angeles    | 4 | 8  | 0 | .333 | 253 | 322 |
| 6 | Hornets de Chicago     | 4 | 8  | 0 | .333 | 179 | 268 |
| 7 | Colts de Baltimore     | 1 | 11 | 0 | .083 | 172 | 341 |

## Fusion
Le 9 décembre 1949, deux jours avant le match pour le titre de l'AAFC, les deux ligues font la paix. Trois équipes de l'AAFC sont admises dans la NFL : les Browns, les 49ers et les Colts. Les Dons (en) fusionnent avec les Rams, tandis que les Bills, les Yankees et les Hornets disparaissent. La ligue élargie est rebaptisée National-American Football League.
Les Browns et les 49ers, les deux équipes les plus fortes de l'AAFC, sont des choix évidents : San Francisco est également un rival géographique naturel des Rams, qui sont seuls sur la côte ouest à l'époque.
Le troisième choix fait l'objet d'un certain débat.
On a le sentiment d'admettre les Bills plutôt que les Colts. Les Bills ont un meilleur taux de participation, bien qu'ils n'aient participé que deux fois aux éliminatoires, et ils sont beaucoup plus riches. Cependant, la taille de Buffalo (seul Green Bay est plus petit) et le climat sont considérés comme des problèmes. Bien que le propriétaire des Redskins, George Preston Marshall, se soit longtemps opposé à la proximité de Washington, il décide finalement que les Colts seront un rival naturel des Redskins. Il accepte une somme de 150 000 dollars pour renoncer à ses droits territoriaux.
Les fans de Buffalo demandent à la NFL d'admettre également les Bills,. La ligue, consciente des pièges d'une ligue inégale de 13 équipes, tient un vote sur l'admission des Bills. Alors qu'une majorité de propriétaires (y compris les Browns, les 49ers et les Colts) sont prêts à les accepter, le vote final n'est que de 9-4 en faveur. Les règles de la ligue de l'époque exigent un vote unanime pour admettre une nouvelle équipe. Le propriétaire de Buffalo, Jim Breuil, se contente d'accepter une part minoritaire des Browns. Il refuse même une offre d'une ligue mineure, l'American Association (en), de les rejoindre.
Les joueurs des Yankees sont répartis entre les Giants (qui choisissent six joueurs) et les Bulldogs (qui reçoivent le reste). Trois joueurs des Bills sont attribués aux Browns. Les autres Bills, les Dons et les Hornets participent à une draft de dispersion.
Les Yankees de l'AAFC étant partis, le propriétaire des Bulldogs, Ted Collins, est libre de rebaptiser son équipe « Yanks » et d'emménager dans le Yankee Stadium. Il continue cependant à perdre de l'argent et vend l'équipe après deux saisons à des intérêts basés à Dallas, qui relocalisent l'équipe à Dallas et l'appellent les Texans de Dallas.
Le mot « American » ne reste pas longtemps dans le nom de la ligue élargie ; il est abandonné en mars 1950. Bien que « National » et « American » soient devenus les noms des nouvelles conférences de la ligue, en trois ans, elles sont rebaptisées Eastern et Western. Ce n'est que vingt ans plus tard, lors de la fusion AFL-NFL, que les noms des conférences « National » et « American » sont rétablis.
La NFL élargie est alignée comme suit :

| Division Est           | Division Est      | Division Ouest         | Division Ouest                |
| Équipe                 | Stade             | Équipe                 | Stade                         |
| ---------------------- | ----------------- | ---------------------- | ----------------------------- |
| Cardinals de Chicago   | Comiskey Park     | Colts de Baltimore     | Municipal Stadium             |
| Browns de Cleveland    | Municipal Stadium | Bears de Chicago       | Wrigley Field                 |
| Giants de New York     | Polo Grounds      | Lions de Détroit       | Briggs Stadium                |
| Eagles de Philadelphie | Shibe Park (en)   | Packers de Green Bay   | City Stadium (en)             |
| Steelers de Pittsburgh | Forbes Field      | Yanks de New York      | Yankee Stadium                |
| Redskins de Washington | Griffith Stadium  | Rams de Los Angeles    | Los Angeles Memorial Coliseum |
|                        |                   | 49ers de San Francisco | Kezar Stadium                 |

### Conséquences

#### Les séries mondiales de football américain professionnel

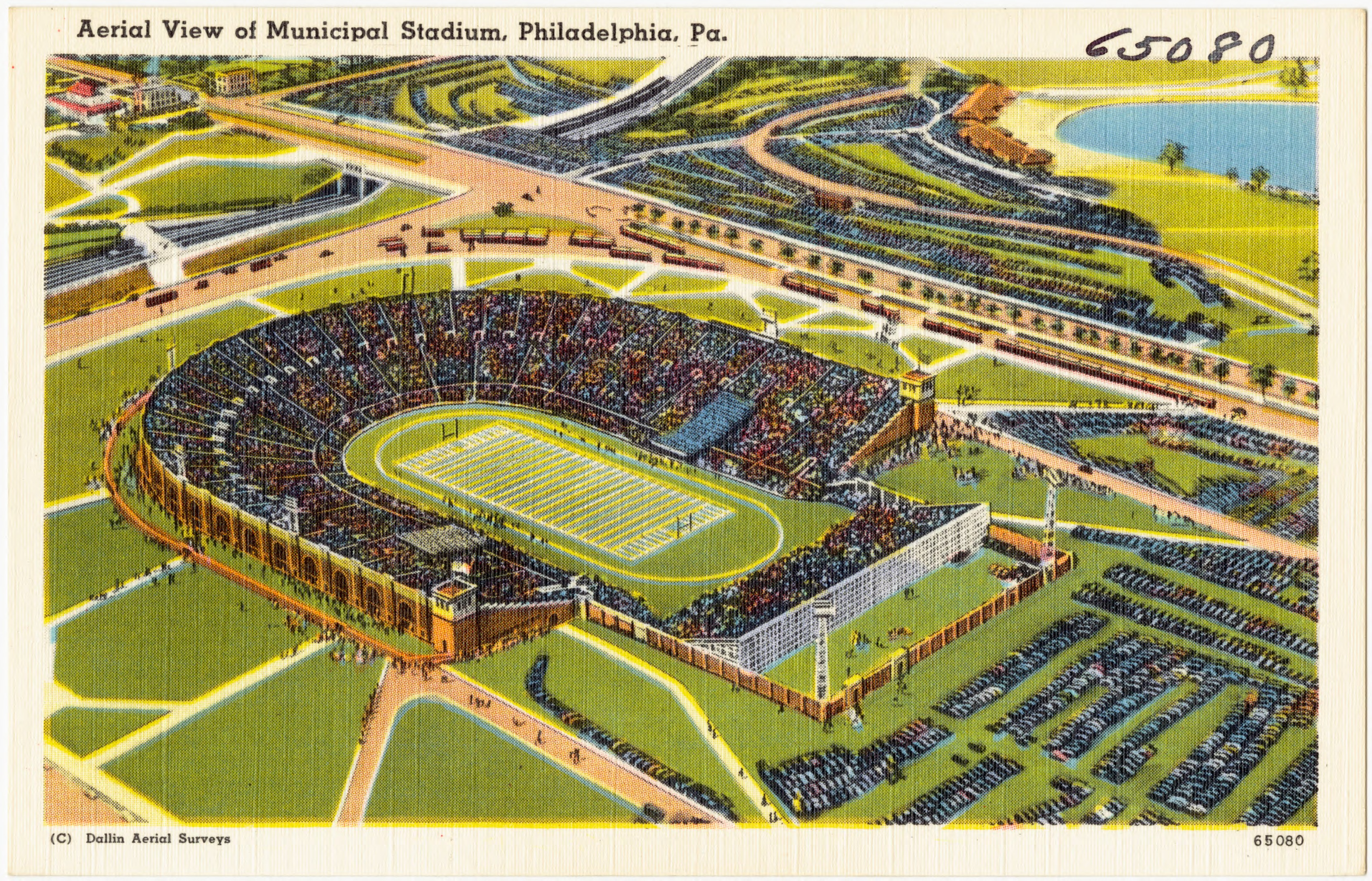
Vue aérienne du Philadelphia Municipal Stadium, théâtre des World Series of Pro Football, le match entre les Browns de Cleveland et les Eagles de Philadelphie en 1950.

Après chaque titre remporté, les Browns défient le champion de la NFL dans un championnat interligues, ce que la NFL refuse chaque année, car en jouant un tel match, elle légitimerait l'AAFC qui risquerait de gagner en prestige.
En décembre 1949, les deux ligues étant financièrement épuisées mais désormais en paix, un championnat interligues rentable est désormais possible et souhaitable. Bien que Art Rooney de Pittsburgh, dont les Steelers comptent parmi les franchises les plus fragiles de la NFL, ait publiquement préconisé un tel match, la majeure partie de la NFL n'est pas disposée à risquer une défaite aux mains de son rival vaincu, qu'elle considère comme inférieur. Officiellement, cependant, le commissaire Bert Bell soutient que la constitution de la NFL interdit un tel jeu. Le monde du football doit attendre de voir comment les Browns se mesurent aux meilleurs de la NFL.
Tout n'est pas perdu pour les fans, cependant. Bell comprend que les Browns sont désormais un atout important pour la NFL et programme un match spécial le samedi soir entre eux et les Eagles, deux fois champions de la NFL, pour ouvrir la saison 1950. Bien qu'il ne s'agisse pas d'une série éliminatoire officielle, ce qui se passe le 16 septembre 1950 n'est pas un match ordinaire de la saison régulière. Il y a même eu un titre de MVP du match.
Les Browns vont enfin avoir la chance de faire leurs preuves, et par extension l'AAFC, contre la NFL. L'attente des supporters et de la presse est énorme, et le match a été baptisé The World Series of Pro Football (les séries mondiales de football américain professionnel). Bien que le match soit joué à Philadelphie, il n'est pas disputé sur leur terrain : en raison de l'énorme foule attendue, le match est déplacé de Shibe Park au Philadelphia Municipal Stadium, site du match entre l'armée et la marine. Le nombre de spectateurs dépasse les 71 000. Ce chiffre dépasse celui du Super Bowl I et correspond presque à celui des Super Bowls II et III.
Il s'avère que les World Series of Pro Football ressemblent au Super Bowl III près de deux décennies plus tard. Comme pour les Colts de Baltimore et les Jets de New York en 1968, les Eagles sont largement considérés comme l'un des plus grands champions de la NFL, tandis que beaucoup ignorent le succès des Browns dans leur ligue « inférieure ». Le résultat est tout aussi choquant : les Eagles sous-estiment les Browns, très motivés (l'entraîneur Greasy Neale n'a même pas repéré les matchs de pré-saison des Browns), tandis que Paul Brown découvre des faiblesses jusque-là inconnues dans la défense des Eagles, largement imitée. Les Browns mènent 14-3 à la mi-temps et dominent le reste du match pour s'imposer de manière décisive, 35-10. Le quarterback Otto Graham est nommé MVP du match. Curieusement, le score final est le même que celui du Super Bowl I entre les Packers de Green Bay et les Chiefs de Kansas City, plus de seize ans plus tard, dans une autre bataille de premières rencontres entre des équipes de la NFL établies et des ligues de nouveaux venus débutants.

#### Browns, Colts et 49ers en NFL
Les Browns ont un bilan de dix victoires pour deux défaites et terminent à égalité avec les Giants de New York à la première place de l'American Division, puis remportent le match de barrage 8-3 pour se qualifier pour le match de championnat de la NFL de 1950. Leur adversaire est une formidable équipe des Rams de Los Angeles qui obtient une moyenne de près de 39 points par match. Dans un match à bascule classique, les Browns ont remporté leur cinquième titre de champion consécutif grâce à un field goal de dernière minute.
La saison 1950 des Browns confirme la qualité de leurs performances au sein de l'AAFC comme rien d'autre ne pouvait le faire. Après le match pour le titre, le commissaire Bell déclare que les Browns sont « la meilleure équipe de football de tous les temps ».
Cleveland est resté au sommet de la NFL pendant des années, bien qu'en 1951, ils se soient finalement vu refuser un titre de champion (par les Rams). Les Browns participent à tous les matchs pour le titre de la NFL de 1950 à 1955, et en remportent trois, pour un total de sept titres de champion en dix ans.
Les autres équipes de l'ex-AAFC ne font pas aussi bien.
Les 49ers, la deuxième meilleure équipe de l'AAFC, connaît des difficultés en 1950 et termine avec un bilan de 3-9. Cependant, dès l'année suivante, ils deviennent l'une des meilleures équipes de la conférence de l'Ouest de la NFL, atteignant l'après-saison en 1957 et manquant de peu la victoire.
Les perspectives des Colts ne sont pas prometteuses : ils termine sur un bilan de 1-11 et dernier de l'AAFC en 1949 et doivent également faire face au handicap de jouer près des Redskins de Washington. En 1950, les Colts font à nouveau 1-11 et se dissolvent,. Leur héritage survit cependant : trois ans plus tard, une nouvelle équipe de franchise des Colts de Baltimore est créée après le repli des Texans de Dallas et les Colts deviennent l'une des équipes les plus prestigieuses de la NFL. Bien qu'ils aient déménagé à Indianapolis, le 29 mars 1984, la NFL est revenue à Baltimore pour la saison 1996 sous la forme des Ravens de Baltimore, descendants de la franchise originale des Browns qui jouaient dans l'AAFC après leur propre déménagement controversé. Officiellement, la NFL considère l'expansion Browns (à partir de 1999) comme une entité continue de l'équipe originale de l'AAFC de 1946, dont elle a suspendu les activités de 1996 à 1998.

#### L'AAFC et le livre NFL des records
Une différence notable entre l'All-America Football Conference et l'American Football League (AFL), qui a fusionné avec la NFL deux décennies plus tard, est que les records et les statistiques des joueurs et des équipes de l'AAFC ne sont pas inclus dans le livre des records de la NFL, alors que ceux de leurs homologues de l'AFL le sont. Par exemple, les statistiques d'avant 1970 de Joe Namath avec les Jets de New York de l'AFL sont considérées comme des statistiques officielles de la NFL, alors que les statistiques d'avant 1950 de Y. A. Tittle avec les Colts de Baltimore de l'AAFC ne le sont pas. Selon la NFL, cela est dû au fait que les feuilles de score officielles des matchs de l'AAFC n'ont pas été mises à la disposition de la NFL après la fusion. Sans celles-ci, la NFL ne pouvait pas vérifier l'authenticité des statistiques ou des registres de l'AAFC et a donc choisi de les ignorer.
Une autre explication est que, contrairement à l'accord NFL-AFL, l'accord NFL-AAFC n'était pas une fusion entre égaux. Seules trois des sept équipes d'AAFC ont été admises dans la NFL. Il n'y a pas eu de matchs éliminatoires interligues en décembre 1949. Le mot « American » a rapidement disparu du nom de la ligue élargie. L'AFL, en revanche, a pu forcer la NFL à admettre toutes ses équipes et à jouer un match de championnat interligues sur un terrain neutre.
Le Pro Football Hall of Fame reconnaît les statistiques de l'AAFC.

## Héritage
Bien que l'AAFC n'ait joué que quatre ans, elle a eu un impact majeur et durable sur le football professionnel. De toutes les ligues qui ont défié la National Football League, seule l'American Football League (AFL) des années 1960 a plus influencé la NFL que l'AAFC.
Les Browns de Cleveland, les 49ers de San Francisco et les premiers Colts de Baltimore ont fait leurs débuts dans l'AAFC.
Quinze anciens de l'AAFC sont intronisés au Pro Football Hall of Fame.
L'AAFC dispute 14 matchs plus de dix ans avant la NFL, et a joué un rôle majeur dans la popularisation des défenses de zone dans le football professionnel.
L'AAFC met en place les premières équipes de football professionnel à Baltimore, Los Angeles, San Francisco et Miami. En effet, l'AAFC était une ligue d'un océan à l'autre plus de dix ans avant la Major League Baseball. Cela a entraîné une autre innovation : les équipes de l'AAFC se déplaçaient par avion alors que les équipes de la NFL se déplaçaient toujours en train.
Les joueurs afro-américains sont exclus de la NFL de 1934 à 1945. L'AAFC contribue à leur réintégration du football américain professionnel en 1946, lorsque Cleveland fait signer Marion Motley et Bill Willis (en). Les Rams de la NFL, chassés de Cleveland par les Browns de l'AAFC, ne signent avec Kenny Washington et Woody Strode qu'après que le lieu où ils souhaitent jouer, le Los Angeles Coliseum, a mis en œuvre sa politique d'intégration.
Paul Brown, de l'AAFC, apporte de nombreuses innovations au jeu sur le terrain et en dehors. Parmi celles-ci, on peut citer les entraîneurs qui travaillent toute l'année, la précision des passes, le masque facial et la pratique des appels des entraîneurs par l'intermédiaire de « messagers ». Il est également le premier entraîneur à demander à son personnel de filmer l'adversaire et à demander à son équipe d'analyser ces films de match dans une salle de classe. En fait, le cadre de la salle de classe et l'analyse du tableau noir peuvent également lui être attribués. Son succès avec les Browns force le reste des deux ligues à adopter ses méthodes. Nombre de ses joueurs et assistants ont fini par entraîner des champions. Brown a décliné les efforts de recrutement pour succéder à Bert Bell en tant que commissaire de la NFL, fonde ensuite les Bengals de Cincinnati de l'AFL, et fait ensuite partie du principal comité de compétition de la NFL jusqu'à sa mort en 1991.
Ces personnalités et ces innovations de l'AAFC, ainsi que d'autres, ont contribué à jeter les bases du grand succès du football américain professionnel.

## Pro Football Hall of Fame
Quinze joueurs ou entraîneurs de l'ancienne All-America Football Conference ont été intronisés au Pro Football Hall of Fame :
| Nom                           | Fonction | Années AAFC | Équipe AAFC            | Année PFHOF |
| ----------------------------- | -------- | ----------- | ---------------------- | ----------- |
| Paul Brown                    | Coach    | 1946 - 1949 | Browns de Cleveland    | 1967        |
| Ray Flaherty                  | Coach    | 1946 - 1948 | Yankees de New York    | 1976        |
| Len Ford (en)                 | Joueur   | 1948 - 1949 | Dons de Los Angeles    | 1976        |
| Frank Gatski                  | Joueur   | 1946 - 1949 | Browns de Cleveland    | 1985        |
| Otto Graham                   | Joueur   | 1946 - 1949 | Browns de Cleveland    | 1965        |
| Lou Groza                     | Joueur   | 1946 - 1949 | Browns de Cleveland    | 1974        |
| Elroy « Crazylegs » Hirsch    | Joueur   | 1946 - 1948 | Rockets de Chicago     | 1968        |
| Frank « Bruiser » Kinard (en) | Joueur   | 1946 - 1947 | Yankees de New York    | 1971        |
| Dante Lavelli                 | Joueur   | 1946 - 1949 | Browns de Cleveland    | 1975        |
| Clarence « Ace » Parker (en)  | Joueur   | 1946        | Yankees de New York    | 1972        |
| Marion Motley                 | Joueur   | 1946 - 1949 | Browns de Cleveland    | 1968        |
| Joe Perry (en)                | Joueur   | 1948 - 1949 | 49ers de San Francisco | 1969        |
| Y. A. Tittle                  | Joueur   | 1948 - 1949 | Colts de Baltimore     | 1971        |
| Arnie Weinmeister (en)        | Joueur   | 1948 - 1949 | Yankees de New York    | 1984        |
| Bill Willis (en)              | Joueur   | 1946 - 1949 | Browns de Cleveland    | 1977        |

### Articles de journaux
1. 1 2  (en) Boris Kogan, « USFL v. NFL: The Challenge Beyond the Courtroom. » [PDF] (consulté le 25 janvier 2020).
2. 1 2 3 4  (en) « 1949 newspaper ALL AMERICA FOOTBALL CONFERENCE & NFL MERGE into one PRO LEAGUE • $35.00 », sur PicClick (consulté le 26 janvier 2020).
3. 1 2 3 4  (en-US) Casey Piket, « Miami’s First Pro Football Team (1946) », 9 septembre 2015 (consulté le 26 janvier 2020).
4. ↑  (en) « AAFC Championship Game - 1946 », sur goldenrankings.com (consulté le 26 janvier 2020).
5. 1 2  (en) « Paul Brown | American football coach », sur Encyclopedia Britannica (consulté le 26 janvier 2020).
6. ↑  (en) « Coach Paul E. Brown », sur massillontigers.com (consulté le 25 janvier 2020).
7. ↑  (en-US) « 1942 National Championship », sur Ohio State Buckeyes, 28 juin 2007 (consulté le 26 janvier 2020).
8. 1 2  (en) « Paul Brown - Ohio History Central », sur ohiohistorycentral.org (consulté le 26 janvier 2020).
9. ↑  (en) « Places known for game published », sur www.placesknownfor.com (consulté le 26 janvier 2020).
10. ↑  (en) Why We Watch, « Steelers/Eagles Combined Team During World War II: The Story of the Steagles », sur Bleacher Report (consulté le 26 janvier 2020).
11. ↑  (en-US) the Associated Press, « Steelers Merge With Cardinals For 1944 Pro Football Campaign; STEELERS MERGE WITH CARD ELEVEN », The New York Times,‎ 23 avril 1944 (ISSN 0362-4331, lire en ligne, consulté le 26 janvier 2020).
12. ↑  (en) « MCBRIDE, ARTHUR B. », sur Encyclopedia of Cleveland History | Case Western Reserve University, 11 mai 2018 (consulté le 26 janvier 2020).
13. 1 2 3 4 5 6  (en) « All-American Football Conference • The Daily Dose », sur The Daily Dose, 6 septembre 2016 (consulté le 26 janvier 2020).
14. ↑  (en) « Football in baseball stadiums », sur NFL.com (consulté le 26 janvier 2020).
15. ↑  « The House That Ruth Built Babe Ruth Central », sur www.baberuthcentral.com (consulté le 26 janvier 2020).
16. ↑  (en-US) theguru, « Part 1: Anaconda Copper and the Rams-Six Degrees of Separation | Rams Guru » (consulté le 26 janvier 2020).
17. ↑  (en) « THE COFFIN CORNER: Vol. 29, No. 3 » [PDF], sur profootballresearchers.org, 2007 (consulté le 26 janvier 2020).
18. ↑  (en-US) « The first NFL draft », sur National Football Post, 20 avril 2014 (consulté le 26 janvier 2020).
19. ↑  (en) Linda E. Swayne et Mark Dodds, Encyclopedia of Sports Management and Marketing, SAGE Publications, 8 août 2011, 1960 p. (ISBN 978-1-5063-2037-3, lire en ligne).
20. ↑  (en) Joe Scalzo, « Stark Icons: Paul Brown's influence still extends far beyond Massillon », sur Times Reporter (consulté le 26 janvier 2020).
21. ↑  (en-US) Steve Fiorillo, « History of the NFL: From the 1890s to the Present », sur TheStreet (consulté le 26 janvier 2020).
22. ↑  (en-US) foxsports Jan 12 et 2016 at 11:46p ET, « Want a crazy L.A. relocation story? Meet the 1946 Cleveland Rams », sur FOX Sports, 12 janvier 2016 (consulté le 26 janvier 2020).
23. ↑  « History of the NFL’s structure and formats, part one » Pro-football-reference.com blog » Blog Archive », sur www.pro-football-reference.com (consulté le 26 janvier 2020).
24. ↑  (en) Barry Shuck, « Miami’s Pro Football History: The Miami Seahawks », sur Dawgs By Nature, 21 novembre 2019 (consulté le 27 janvier 2020).
25. ↑  (en) « 1946 Miami Seahawks Statistics & Players », sur Pro-Football-Reference.com (consulté le 27 janvier 2020).
26. 1 2 3 4  (en) « 1946 AAFC Standings & Team Stats », sur Pro-Football-Reference.com (consulté le 27 janvier 2020).
27. 1 2 3  (en-US) « Forgotten story of four who broke color barrier in pro football to screen at Royce », sur UCLA (consulté le 27 janvier 2020).
28. ↑  (en) « Championship - New York Yankees at Cleveland Browns - December 22nd, 1946 », sur Pro-Football-Reference.com (consulté le 27 janvier 2020).
29. 1 2 3  (en) Stan Grosshandler, « ALL-AMERICA FOOTBALL CONFERENCE », sur profootballresearchers.org, THE COFFIN CORNER: Vol. 2, No. 7, 1980 (consulté le 27 janvier 2020).
30. ↑  (en) « How All 32 NFL Teams Got Their Names », sur www.mentalfloss.com, 9 septembre 2018 (consulté le 27 janvier 2020).
31. 1 2  (en-US) Mike Kupper, « Glenn Davis, 80; College Football Star », Los Angeles Times, 10 mars 2005 (consulté le 27 janvier 2020).
32. ↑  (en) « AAFC Championship Game - 1947 », sur goldenrankings.com (consulté le 27 janvier 2020).
33. 1 2 3 4  (en) « 1947 AAFC Standings & Team Stats », sur Pro-Football-Reference.com (consulté le 27 janvier 2020).
34. ↑  (en) « Championship - Cleveland Browns at New York Yankees - December 14th, 1947 », sur Pro-Football-Reference.com (consulté le 27 janvier 2020).
35. 1 2 3 4  (en) « 1947 NFL Attendance Data », sur Pro-Football-Reference.com (consulté le 27 janvier 2020).
36. 1 2  (en) « Cleveland Browns 1948 Games and Schedule », sur Pro-Football-Reference.com (consulté le 28 janvier 2020).
37. 1 2  (en) « San Francisco 49ers 1948 Games and Schedule », sur Pro-Football-Reference.com (consulté le 28 janvier 2020).
38. ↑  (en) « San Francisco 49ers at Cleveland Browns - November 14th, 1948 », sur Pro-Football-Reference.com (consulté le 28 janvier 2020).
39. ↑  (en) « Cleveland Browns at San Francisco 49ers - November 28th, 1948 », sur Pro-Football-Reference.com (consulté le 28 janvier 2020).
40. 1 2 3 4 5  (en) « 1948 AAFC Standings & Team Stats », sur Pro-Football-Reference.com (consulté le 28 janvier 2020).
41. ↑  (en) « Divisional Round - Buffalo Bills at Baltimore Colts - December 12th, 1948 », sur Pro-Football-Reference.com (consulté le 28 janvier 2020).
42. ↑  (en) « Championship - Buffalo Bills at Cleveland Browns - December 19th, 1948 », sur Pro-Football-Reference.com (consulté le 28 janvier 2020).
43. ↑  « Timeline Detail | Pro Football Hall of Fame Official Site », sur www.profootballhof.com (consulté le 28 janvier 2020).
44. 1 2  « The 1940s and Pro Football's Other Undefeated Teams - Football History | Pro Football Hall of Fame Official Site », sur www.profootballhof.com (consulté le 28 janvier 2020).
45. ↑  « Miami's Perfect Season - Football History | Pro Football Hall of Fame Official Site », sur www.profootballhof.com (consulté le 28 janvier 2020).
46. ↑  « 1948 headline newspaper with RIVAL PROFESSIONAL FOOTBALL Leagues NFL vs AAFC • $30.00 », sur PicClick (consulté le 28 janvier 2020).
47. ↑  (en) howtheyscored, « 49ers Year-by-Year: 1949 », sur Niners Nation, 10 juillet 2008 (consulté le 28 janvier 2020).
48. ↑  (en) Barry Shuck, « Another Pro Football League? », sur Bleacher Report, 1er juin 2011 (consulté le 28 janvier 2020).
49. 1 2  (en) « 1949 AAFC Weekly League Schedule », sur Pro-Football-Reference.com (consulté le 28 janvier 2020).
50. ↑  (en-US) Andrew Lawrence, « When Super Bowl champs played college all-stars », sur Sports Illustrated (consulté le 28 janvier 2020).
51. ↑  (en) Dean Hybl, « Remembering the Legacy of the Chicago College All-Star Game », sur Bleacher Report (consulté le 28 janvier 2020).
52. ↑  (en) « Cleveland Browns 1949 Games and Schedule », sur Pro-Football-Reference.com (consulté le 28 janvier 2020).
53. 1 2 3  (en) « 1949 AAFC Standings & Team Stats », sur Pro-Football-Reference.com (consulté le 28 janvier 2020).
54. ↑  (en) « Divisional Round - Buffalo Bills at Cleveland Browns - December 4th, 1949 », sur Pro-Football-Reference.com (consulté le 28 janvier 2020).
55. ↑  (en) « Divisional Round - New York Yankees at San Francisco 49ers - December 4th, 1949 », sur Pro-Football-Reference.com (consulté le 28 janvier 2020).
56. ↑  (en) « Championship - San Francisco 49ers at Cleveland Browns - December 11th, 1949 », sur Pro-Football-Reference.com (consulté le 28 janvier 2020).
57. ↑  « Cleveland Browns Team History | Pro Football Hall of Fame Official Site », sur www.profootballhof.com (consulté le 28 janvier 2020).
58. ↑  (en) Joe Marren, « INDIANS OCCUPY FADED SPOT IN BUFFALO'S FOOTBALL SCRAPBOOK. », THE COFFIN CORNER: Vol. 19, No. 5, 1997 (consulté le 28 janvier 2020).
59. ↑  « The 1950 Green Bay Packers (3-9) », sur www.packershistory.net (consulté le 29 janvier 2020).
60. ↑  (en-US) « The Not So Foolish Club !! », sur Two Bills Drive (consulté le 29 janvier 2020).
61. ↑  « NFL History by Decade », sur www.nfl.com (consulté le 29 janvier 2020).
62. ↑  (en-US) David Hegler, « AAFC: The Forgotten Football League », sur The LAFB Network, 15 mai 2018 (consulté le 29 janvier 2020).
63. 1 2 3 4  (en) Mark L. Ford, « THE 75 DAYS OF THE NAFL. », sur profootballresearchers.org, THE COFFIN CORNER: Vol. 26, No. 4, 2004 (consulté le 28 janvier 2020).
64. 1 2  (en) « 1950 NFL Standings & Team Stats », sur Pro-Football-Reference.com (consulté le 29 janvier 2020).
65. 1 2  Evan Burian, « It's the 65th anniversary of the Browns upsetting the Eagles in 'World Series of Professional Football' », sur mcall.com (consulté le 29 janvier 2020).
66. 1 2  (en) « Cleveland Browns at Philadelphia Eagles - September 16th, 1950 », sur Pro-Football-Reference.com (consulté le 29 janvier 2020).
67. ↑  (en) « Divisional Round - New York Giants at Cleveland Browns - December 17th, 1950 », sur Pro-Football-Reference.com (consulté le 29 janvier 2020).
68. ↑  « 1950 NFL Championship Game », sur goldenrankings.com (consulté le 29 janvier 2020).
69. ↑  (en) « Championship - Los Angeles Rams at Cleveland Browns - December 24th, 1950 », sur Pro-Football-Reference.com (consulté le 29 janvier 2020).
70. 1 2  (en) « Cleveland Browns | History & Notable Players », sur Encyclopedia Britannica (consulté le 29 janvier 2020).
71. ↑  (en) « 1950 San Francisco 49ers Statistics & Players », sur Pro-Football-Reference.com (consulté le 29 janvier 2020).
72. ↑  (en) « Divisional Round - Detroit Lions at San Francisco 49ers - December 22nd, 1957 », sur Pro-Football-Reference.com (consulté le 29 janvier 2020).
73. ↑  (en) « 1949 Baltimore Colts Statistics & Players », sur Pro-Football-Reference.com (consulté le 29 janvier 2020).
74. ↑  (en) « 1950 Baltimore Colts Statistics & Players », sur Pro-Football-Reference.com (consulté le 29 janvier 2020).
75. ↑  (en-US) « Dallas Texans (Colts) Team History | Sports Team History », sur Sports Teams History | Historical Sports Teams, 15 janvier 2017 (consulté le 29 janvier 2020).
76. ↑  (en) Tyler Ward, « What Would Have Happened If the Colts Never Moved to Indianapolis? », sur Bleacher Report (consulté le 29 janvier 2020).
77. ↑  « Baltimore Ravens Team History | Pro Football Hall of Fame Official Site », sur www.profootballhof.com (consulté le 29 janvier 2020).
78. ↑  (en) Tom Reed et Clevel, « How moving a franchise from Cleveland to L.A. benefited the Browns and fostered social change », sur cleveland, 3 février 2014 (consulté le 29 janvier 2020).
79. ↑  (en) Ed Pavlick, « Opinion : PRO FOOTBALL RECORDS SHOULD INCLUDE THE AAFC. », sur profootballresearchers.org, THE COFFIN CORNER: Vol. 2, No. 7, 1980 (consulté le 29 janvier 2020).
80. ↑  « History of the NFL’s structure and formats, part two » Pro-football-reference.com blog » Blog Archive », sur www.pro-football-reference.com (consulté le 30 janvier 2020).
81. ↑  (en-US) « NFL Thumbnail Histories: The AAFC; the Cleveland Browns; the San Francisco 49ers; and the Baltimore Colts/ Indianapolis Colts. « billsportsmaps.com » (consulté le 30 janvier 2020).
82. ↑  (en) « NFL, AFL, & AAFC Awards and Honors », sur Pro-Football-Reference.com (consulté le 30 janvier 2020).
83. ↑  (en-US) « Hall of Famer helped break color barrier in modern pro football », sur Los Angeles Times, 29 novembre 2007 (consulté le 30 janvier 2020).
84. ↑  (en-US) « Op-Ed: Two L.A. Rams desegregated football. They’ve never been given the credit they deserve », sur Los Angeles Times, 3 février 2019 (consulté le 30 janvier 2020).
85. 1 2  « Paul Brown's Story Told on NFL Network's 'A Football Life' », sur nflcommunications.com (consulté le 30 janvier 2020).
86. ↑  (en-US) « Paul Brown's Green Room », sur www.bengals.com (consulté le 30 janvier 2020).
87. ↑  « Years - Hall of Famers | Pro Football Hall of Fame Official Site », sur www.profootballhof.com (consulté le 30 janvier 2020).

### Ouvrages
1. 1 2 3  Griffith 2012, p. 48.
2. ↑  Freedman 2014, p. 176.
3. ↑  Crippen 2009, p. 11.
4. ↑  Riess 2015, p. 267.
5. 1 2 3  Josza Jr. 2014, p. 86.
6. 1 2 3 4 5 6 7  NFL 1973, p. 245-251.
7. ↑  McCambridge 2005, p. 13.
8. 1 2  McCambridge 2005, p. 64.
9. 1 2  McCambridge 2005, p. 50.
10. ↑  Anton et Nowlin 2013, p. 18.
11. ↑  Josza Jr. 2014, p. 56.
12. 1 2  Carroll 1999, p. chapter 27.
13. 1 2  Surdam 2013, p. 13.
14. ↑  Quirk et Fort 2018, p. 431.
15. ↑  Crippen et Reaser 2018, p. 342.
16. ↑  Crippen et Reaser 2018, p. 23.
17. ↑  Crippen et Reaser 2018, p. 3.
18. ↑  Piascik 2010, p. 16.
19. ↑  Carroll 1999.
20. ↑  Crippen et Reaser 2018, p. 21, 100, 106, 100, 118.
21. ↑  McCambridge 2005, p. 53.
22. ↑  Piascik 2010, p. 222.
23. ↑  Piascik 2010, p. 52.
24. 1 2 3 4  Anton et Nowlin 2013, p. 29.
25. ↑  Wong 2013, p. 114.
26. ↑  Webster 2018, p. 43.
27. 1 2  Piascik 2010, p. 33.
28. ↑  Sulecki 2016, p. 180.
29. ↑  McCambridge 2005, p. 16.
30. ↑  Carroll 1999, p. chapter 2.
31. ↑  Crippen et Reaser 2018, p. 83.
32. ↑  McCambridge 2005, p. 36.
33. ↑  Patterson 2000, p. 60.
34. ↑  Coenen 2005, p. 126.
35. ↑  Surdam 2013, p. 61.
36. ↑  Piascik 2010, p. 131.
37. ↑  Webster 2018, p. 136.
38. ↑  Crippen 2009, p. 45.
39. ↑  Quirk et Fort 2018, p. 418.
40. ↑  Crippen et Reaser 2018, p. 147.
41. ↑  Surdam 2015, p. 241.
42. ↑  Riess 2015, p. 87.
43. ↑  Webster 2018, p. 123.
44. ↑  Surdam 2013, p. 104.
45. 1 2 3  Crepeau 2014, p. 36.
46. 1 2 3  Griffith 2012, p. 95.
47. ↑  Piascik 2010, p. 115.
48. ↑  Webster 2018, p. 180.
49. ↑  Urena 2013, p. 6.
50. ↑  McCambridge 2005, p. 46.
51. ↑  Piascik 2010, p. 120.
52. ↑  Piascik 2010, p. 119.
53. ↑  Josza Jr. 2014, p. 89.
54. ↑  Didinger et Lyons 2005, p. 127.
55. ↑  Piascik 2010, p. 126.
56. 1 2  Webster 2015, p. 213.
57. ↑  Riess 2015, p. 263.
58. ↑  NFL 1973, p. 138-145.
59. ↑  Quirk et Fort 2018, p. 438.
60. ↑  McCambridge 2005, p. 76.
61. ↑  Piascik 2010, p. 144.
62. 1 2  Josza Jr. 2014, p. 95.
63. ↑  Ryzcek 2009, p. 26.
64. ↑  NFL 1973, p. 241-242.
65. ↑  Piascik 2010, p. 147.
66. ↑  Piascik 2010, p. 146-147.
67. ↑  Henkel 2005, p. 24.
68. 1 2  Crepeau 2014, p. 37.
69. ↑  McGinn 2012, p. 14, 21, 28.
70. ↑  Piascik 2010, p. 162.
71. ↑  McGinn 2012, p. 14.
72. ↑  Piascik 2010, p. 182.
73. ↑  Urena 2013, p. 7.
74. 1 2  NFL 1973, p. 7-8.
75. ↑  Webster 2018, p. 40.
76. ↑  Coenen 2005, p. 267.
77. ↑  McCambridge 2005, p. 137.